# Eupithecia spaldingi
Eupithecia spaldingi är en fjärilsart som beskrevs av Taylor 1910. Eupithecia spaldingi ingår i släktet Eupithecia och familjen mätare. Inga underarter finns listade i Catalogue of Life.